# Schiffnerula malabarensis
Schiffnerula malabarensis är en svampart som beskrevs av T.S. Ramakr. & Sundaram 1953. Schiffnerula malabarensis ingår i släktet Schiffnerula och familjen Englerulaceae.   Inga underarter finns listade i Catalogue of Life.